# Pływanie na Mistrzostwach Świata w Pływaniu 2019 – 400 m stylem zmiennym kobiet
400 m stylem zmiennym kobiet – jedna z konkurencji, która odbyła się podczas Mistrzostw Świata w Pływaniu 2019. Eliminacje i finał miały miejsce 28 lipca.
Swój piąty tytuł mistrzyni świata (czwarty z rzędu) w tej konkurencji zdobyła Węgierka Katinka Hosszú, która uzyskała w finale czas 4:30,39. Srebrny medal wywalczyła Chinka Ye Shiwen (4:32,07), a brązowy Japonka Yui Ōhashi (4:32,33).

## Rekordy
Przed zawodami rekordy świata i mistrzostw wyglądały następująco:
| Rekord                   | Zawodniczka    | Czas    | Miejsce        | Data             |
| ------------------------ | -------------- | ------- | -------------- | ---------------- |
| Rekord świata            | Katinka Hosszú | 4:26,36 | Rio de Janeiro | 6 sierpnia 2016  |
| Rekord mistrzostw świata | Katinka Hosszú | 4:29,33 | Budapeszt      | 30 lipca 2017    |
| Rekord świata juniorek   | Rosie Rudin    | 4:39,01 | Singapur       | 25 sierpnia 2015 |

## Liderki światowego rankingu
W tabeli umieszczono zawodniczki z najlepszymi rezultatami uzyskanymi w 2019 r. do dnia rozpoczęcia mistrzostw świata.
| Poz. | Zawodniczka      | Państwo           | Czas    | Miasto              | Data        |
| ---- | ---------------- | ----------------- | ------- | ------------------- | ----------- |
| 1.   | Katinka Hosszú   | Węgry             | 4:32,52 | Barcelona           | 15 czerwca  |
| 2.   | Yui Ōhashi       | Japonia           | 4:33,02 | Tokio               | 8 kwietnia  |
| 3.   | Sydney Pickrem   | Kanada            | 4:35,15 | Toronto             | 4 kwietnia  |
| 4.   | Mireia Belmonte  | Hiszpania         | 4:36,09 | Barcelona           | 10 kwietnia |
| 5.   | Aimee Willmott   | Wielka Brytania   | 4:36,98 | Glasgow             | 16 kwietnia |
| 6.   | Ella Eastin      | Stany Zjednoczone | 4:37,18 | Bloomington         | 18 maja     |
| 7.   | Madisyn Cox      | Stany Zjednoczone | 4:37,23 | Canet-en-Roussillon | 12 czerwca  |
| 8.   | Fantine Lesaffre | Francja           | 4:37,40 | Canet-en-Roussillon | 12 czerwca  |
| 9.   | Ilaria Cusinato  | Włochy            | 4:37,45 | Riccione            | 2 kwietnia  |
| 10.  | Ye Shiwen        | Chiny             | 4:37,57 | Qingdao             | 31 marca    |

## Wyniki

### Eliminacje
Eliminacje rozpoczęły się 28 lipca o 10:31 czasu lokalnego.
| Miejsce | Wyścig | Tor | Zawodniczka            | Państwo           | Czas    | Uwagi |
| ------- | ------ | --- | ---------------------- | ----------------- | ------- | ----- |
| 1.      | 3      | 4   | Katinka Hosszú         | Węgry             | 4:35,40 | Q     |
| 2.      | 2      | 4   | Yui Ōhashi             | Japonia           | 4:37,23 | Q     |
| 3.      | 3      | 7   | Ye Shiwen              | Chiny             | 4:37,66 | Q     |
| 4.      | 3      | 1   | Emily Overholt         | Kanada            | 4:37,90 | Q     |
| 5.      | 3      | 3   | Ally McHugh            | Stany Zjednoczone | 4:38,32 | Q     |
| 6.      | 3      | 5   | Fantine Lesaffre       | Francja           | 4:38,40 | Q     |
| 7.      | 2      | 6   | Sydney Pickrem         | Kanada            | 4:38,59 | Q     |
| 8.      | 2      | 1   | Zsuzsanna Jakabos      | Węgry             | 4:38,93 | Q     |
| 9.      | 3      | 6   | Brooke Forde           | Stany Zjednoczone | 4:39,74 |       |
| 10.     | 2      | 2   | Kim Seo-yeong          | Korea Południowa  | 4:40,55 |       |
| 11.     | 2      | 3   | Aimee Willmott         | Wielka Brytania   | 4:41,24 |       |
| 12.     | 2      | 7   | Anja Crevar            | Serbia            | 4:41,59 |       |
| 13.     | 3      | 2   | Mireia Belmonte        | Hiszpania         | 4:42,16 |       |
| 14.     | 2      | 0   | Yu Yiting              | Chiny             | 4:42,52 |       |
| 15.     | 3      | 0   | Victoria Kaminskaya    | Portugalia        | 4:43,03 |       |
| 16.     | 2      | 5   | Ilaria Cusinato        | Włochy            | 4:43,27 |       |
| 17.     | 2      | 8   | Wiktorija Zeynep Güneş | Turcja            | 4:46,01 |       |
| 18.     | 3      | 9   | Jimena Pérez           | Hiszpania         | 4:47,51 |       |
| 19.     | 3      | 8   | Nguyễn Thị Ánh Viên    | Wietnam           | 4:47,96 |       |
| 20.     | 1      | 2   | Katja Fain             | Słowenia          | 4:48,24 |       |
| 21.     | 2      | 9   | Barbora Závadová       | Czechy            | 4:48,93 |       |
| 22.     | 1      | 5   | Rebecca Meder          | Południowa Afryka | 4:53,99 |       |
| 23.     | 1      | 6   | Azzahra Permatahani    | Indonezja         | 4:58,19 |       |
| 24.     | 1      | 7   | Maria Fe Muñoz         | Peru              | 4:58,62 |       |
| 25.     | 1      | 4   | Aleksandra Knop        | Polska            | 5:00,77 |       |
| 26.     | 1      | 3   | Claudia Gadea          | Rumunia           | 5:01,11 |       |

### Finał
Finał rozpoczął się 28 lipca o 21:19 czasu lokalnego.
| Miejsce | Tor | Zawodniczka       | Państwo           | Czas    | Uwagi |
| ------- | --- | ----------------- | ----------------- | ------- | ----- |
| 1. !    | 4   | Katinka Hosszú    | Węgry             | 4:30,39 |       |
| 2. !    | 3   | Ye Shiwen         | Chiny             | 4:32,07 |       |
| 3. !    | 5   | Yui Ōhashi        | Japonia           | 4:32,33 |       |
| 4       | 1   | Sydney Pickrem    | Kanada            | 4:36,72 |       |
| 5       | 6   | Emily Overholt    | Kanada            | 4:37,42 |       |
| 6       | 2   | Ally McHugh       | Stany Zjednoczone | 4:38,34 |       |
| 7       | 8   | Zsuzsanna Jakabos | Węgry             | 4:39,15 |       |
| 8       | 7   | Fantine Lesaffre  | Francja           | 4:39,68 |       |